# Swarthmore College
Lo Swarthmore College è un college privato statunitense per studi umanistici che ha circa 1500 studenti. Fondato nel 1864 da un gruppo di quaccheri, è situato nella cittadina di Swarthmore (Pennsylvania), 17,7 km a sud-ovest di Filadelfia.
Agli inizi del XX secolo l'istituto ha abbandonato ufficialmente l'appartenenza religiosa.
Swarthmore fa parte del Tri-College Consortium, che permette agli studenti di seguire i corsi anche presso il Bryn Mawr College e l'Haverford College.
Il costo delle tasse d'iscrizione/immatricolazione, delle spese scolastiche, e quelle di vitto e alloggio per l'anno accademico 2017-2018 ammontano a $ 65.774 (di cui la sola retta era di $ 50.424).  Il college è in grado di coprire il 100% delle necessità documentate dei propri studenti, che nel 56% dei casi ricevono un aiuto finanziario il cui importo medio per l'anno 2017-18 è stato di $ 50.361. In quanto scuola attrezzata per non vedenti, lo Swarthmore valuta le candidature di ammissione in modo indipendente dalle decisioni di supporto economico.
La dotazione finanziaria dell'istituto alla fine dell'anno fiscale 2016 è stata di $ 1.746.962.000, vale a dire una media pro/capite di $ 1.078.371, fra le più alte del Paese. I ricavi operativi per l'anno fiscale 2016 hanno raggiunto i $ 148.086.000 di dollari, di cui oltre il 50% proveniente dalla dotazione. Il 6 ottobre 2006, con un introito record di 230 milioni di dollari, il presidente Bloom dichiarò chiusa la campagna di raccolta fondi "Meaning of Swarthmore" ufficialmente avviata nell'autunno del 2001 e conclusa in anticipo dopo appena tre mesi. L'87% degli ex studenti del college diede il proprio contributo.
Alla fine del 2007, il consiglio direttivo ha deciso di eliminare i prestiti d'onore agli studenti da tutti i pacchetti di aiuto finanziario, optando per un maggior numero dii borse di studio. Nel 2017 il tasso di accettazione delle candidature è stato pari all'11%, ponendolo fra i collegi più selettivi degli Stati Uniti per quanto riguarda il test di ingresso.

## La Società Amos J. Peaslee Debate
La Società Amos J. Peaslee Debate, che prende nome dall'ex ambasciatore degli Stati Uniti in Australia, è una delle poche organizzazioni dotate di autonomia indipendente nel campus. I membri della Società discutono all'interno dell'American Parliamentary Debate Association (APDA), associazione studentesca che promuove la simulazione di dibattiti parlamentari in stile britannico, centrato sulla retorica e l'argiemntazione piuttosto che sulla ricerca e il dettaglio di dati fattuali. Gli aderenti viaggiano all'estero in Gran Bretagna, Canada e nel Campionato mondiale di dibattiti universitari  (" World Universities Debating Championship") per i tornei nello stile parlamentare britannico.
Nel 2017, l'attività dell'associazione è stato classificata come il miglior programma di arti liberali nel Paese.

## Confraternite
Fino al 2019 esistevano due organizzazioni di vita greca nella forma di confraternite: la Delta Upsilon e la locale Phi Psi, capitolo della Phi Kappa Psi. Una terza confraternita la fissi ma K conservoòun capitolo nel campo dal 1906 al 1991 e continua oggi a riscuotere forti adesioni fra gli studenti.
A seguito di alcuni episodi di discriminazione nel '37 e delle proteste studentesche, fu deciso una messa al bando delle confraternite per 79 anni. A settembre del 2012, la scuola annunciò che la proibizione delle fratellanze sarebbe rimasta in vigore fino alla naturale scadenza nel 2013, senza essere rinnovata, in base al Patsy T. Mink Equal Opportunity in Education Act. Le 4 donne che contribuirono al superamento del divieto si attivarono per la rifondazione delle fraternità Kappa Alpha Theta nella primavera seguente. La diffusione della notizia provocò le proteste nel campus e una petizione di firme per il ripristino del divieto delle sorellanze fu cassata, in base ad un parere legale secondo il quale la reintroduzione del divieto avrebbe violato la legge federale sulle pari opportunità (detta Titolo IX). In questo modo, le fratellanze poterono ricostituire la loro prima classe nella primavera del 2013.
In seguito, fu organizzato un referendum consultivo in sei quesiti, dei quali ne fu approvato solamente uno: "Sei favorevole all'ammissione di studenti di tutti i gender nelle fratellanze?". Tuttavia, nessuna azione fu intrapresa a seguito del referendum.
Ad aprile del 2019, Voices e The Phoenix pubblicarono i minuti persi della Phi Psi dal 2013 al 2016. Il documento di 116 pagine conteneva una pletora di insulti misogini, razzisti e omofobici, così come di immagini pornografiche e di umiliazioni di gruppo. Gli studenti chiesero nuovamente all'amministrazione della scuola di togliere immediatamente tutti i locali dati in affitto alle confraternite, formando un sit-in permanente davanti alla sede della confraternita Phi Psi finché le domande non fossero state accolte. Both Delta Upsilon and Phi Psi announced their voluntary disbandment on April 30, 2019.
Il 30 Aprile 2019 entrambe le confraternite Delta Upsilon e Phi Psi comunicarono il loro scioglimento volontario. Il 10 maggio 2019, la preside Valerie Smith comunicò che le confraternite di lettere greche non erano più autorizzate a stare nell'istituto

## Attività atletiche
Lo Swarthmore ha 22 squadre sportive che giocano a livello intercollegiale nella terza divisione del campionato NCAA. Il 40% degli studenti pratica un'attività sportiva a livello intercollegiale oppure non agonistico. Gli sport comprendono: corsa campestre, hockey su campo, golf, lacrosse, softball, nuoto, tennis, atletica leggera e pallavolo. Nel 2000 la squadra di calcio è stata eliminata fra non poche polemiche, insieme a quella di wrestling e inizialmente di paddington. La direzione scolastica motivò tale scelta con la difficoltà di reperire atleti.
Nella scuola sono praticati sport non agonistici come il wrestling maschile e femminile, l'ultimate fresbee, la pallavolo, la scherma, lo squash e il quidditch.
Lo Smarthmore è un membro fondatore della Centennial Conference, associazione atletica dei collegi privati del Maryland e della Pennsylvania.

La squadra di calcio femminile dello Swarthmore ha vinto per tre volte il campionato della Centennial Conference (negli anni: 2014, 2017, 2018).

## Pubblicazioni
Le pubblicazioni principali sono due. Il settimanale  The Phoenix esce in stampa ogni giovedì. Fondato nel 1881, dal '95 iniziò ad avere un'edizione online. Con una tiratura di 2 000 copie è distribuito all'interno del campus e nella municipalità di Smarthmore. È stampato dalla Bartash Printing di Filadelfia.
La seconda pubblicazione, Voices, nacque a seguito delle aspre critiche mosse alla precedente The Daily Gazette, per i suoi punti di vista problematici. Tale quotidiano online si ispira al motto di Audre Lorde "il tuo silenzio non ti proteggerà" ed è aperta a discussioni critiche nei confronti della scuola riflettendo il punto di vista di coloro che sono marginalizzati dal patrocinio dall'ascolto e dal conferimento di responsabilità nell'istituto, occupandosi dell'aiuto e della tutela dei loro mezzi economici di sostentamento.
Esistono, inoltre, varie pubblicazioni semestrali, quali: Spy rivista umoristica nata nel '93; riviste letterarie come Nacht e Small Craft Warnings, che pubblicano poesie, opere d'arte e di narrativa; Scarlet Letters, per la letteratura femminile; Enie, letteratura ispanica; Our Story, relativa alle questioni della diversità; Remappings (ex CelebrASIAN"), a cura dell'organizzazione asiatica dello Smarthmore; Alchemy, una collezione di scritti accademici pubblicata dalla Swarthmore Scrittori Associati; Mjumbe, pubblicato dall'associazione studenti afroamericani; una rivista di letteratura francese. Una rivista erotica fu pubblicato per un breve periodo nel 2005 in omaggio a una precedente pubblicazione Untouchables. La maggior parte delle riviste letterarie ha una tiratura di 500 copie con circa 100 pagine ciascuno. Esiste anche un magazine fotografico degli iscritti ed degli ex studenti della scuola.

## Gruppi di canto
Il Sixteen Feet è il più antico fra i gruppi di canto a cappella del college (fondato nel 1981), e l'unico gruppo corale esclusivamente maschile. Grapevine è il suo corrispondente gruppo femminile (fondato nell'83), mentre Mixed Company è un gruppo misto. 

Chaverim è un gruppo di studenti che comprende studenti del Tri-College Consortium e per il suo repertorio attinge musica dalle culture di tutto il mondo. OffBeatfece la sua prima apparizione nell'autunno del 2013, come gruppo co-ed.
I gruppi, autogestiti come club di volontari supportati dall'istituto, viaggiano in altre scuole per partecipare a concerti. Una volta a semestre, tutti i gruppi di canto a cappella organizzano un concerto chiamato Jamboree, che vede anche la partecipazione di gruppi esterni, in visita da altri college e università.

## Radio

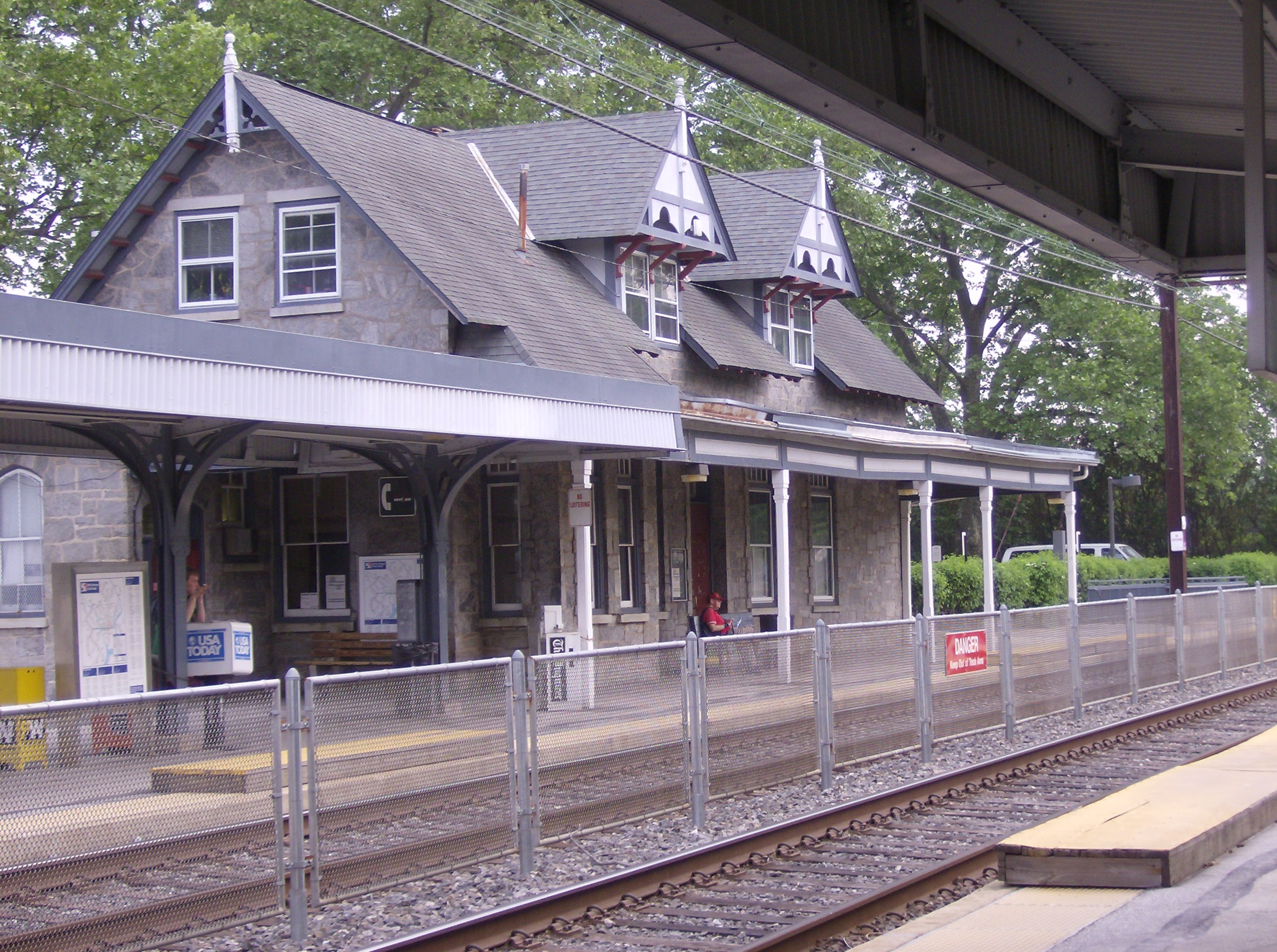
La stazione radio SEPTA, ai piedi del campus.

WSRN 91.5 FM è la stazione radio del college. Ha un mix di musica indie, rock, hip-hop, folk, world, jazz e classica, oltre a una serie di talk show radiofonici. Un tempo, la WSRN aveva un importante redazione per le notizie che copriva ampiamente eventi come il movimento di protesta nera del 1969.

Negli anni '90, la WSRN ha centrato la sua programmazione sul popolare "Hank and Bernie Show", condotto dagli studenti universitari Hank Hanks e Bernie Bernstein. Hank e Bernie hanno realizzato interviste divertenti e ad ampio raggio su star dello sport e su icone culturali come Lou Piniella, Mark Grace, Jake Plummer, Greg Ostertag, Andy Karich e Mark Fidrych. Inoltre, hanno coinvolto la comunità dello Swarthmore nelle discussioni sul campus, sui problemi ed eventi attuali. 

Esistono un vasto archivio di interviste e video musicali, quali lo Swarthmore Folk Festival annuale.
Oggi WSRN si concentra quasi esclusivamente sull'intrattenimento, sebbene abbia coperto notizie come i tagli ai programmi atletici nel 2000, o l'impatto degli attacchi dell'11 settembre sugli studenti della scuola.
War News Radio e The Sudan Radio Project (ex Darfur Radio Project) trasmettono comunque notizie su WSRN. Attualmente, la più lunga esibizione in scaletta della WSRN è "Oído al Tambor", che si concentra su notizie e musica dall'America Latina. A partire dal settembre 2006, lo spettacolo è stato trasmesso ininterrottamente, la domenica dalle 16:00 alle 18:00. Dopoché i suoi autori completarono gli studi nel dicembre del 2009, il concept dello spettacolo è stato riproposto dal programma "Rayuela", in onda a partire dal Settembre del 2009.